# Marko Milovanović (Fußballspieler, 2003)
Marko Marezi Milovanović (serbisch-kyrillisch Марко Миловановић; * 4. August 2003 in Smederevo) ist ein serbischer Fußballspieler, der aktuell bei UD Almería in der Primera División unter Vertrag steht.

## Karriere

### Verein
Milovanović begann seine fußballerische Laufbahn beim FK Partizan Belgrad, wo er seit 2010 in der Jugend aktiv war. In der Saison 2020/21 spielte er das erste Mal für die U19-Mannschaft Partizans und schoss in jener Saison 17 Tore in 22 Spielen. In der Folgesaison schoss er dann allein für die U19 nochmal neun Tore in zwölf Einsätzen. Direkt am ersten Spieltag der Profisaison wurde er für die letzte halbe Stunde eingewechselt und gab somit sein Debüt im Profibereich. Nur wenige Tage später wurde er auch in der Qualifikation zur UEFA Europa Conference League eingewechselt und stand somit das erste Mal auf internationaler Ebene auf dem Platz. Am 5. Dezember 2021 (19. Spieltag) schoss er bei einem 2:0-Sieg über den FK Novi Pazar sein erstes Profitor. Vier Tage später schoss er auch international sein erstes Tor, als er in der Conference-League-Gruppenphase gegen Anorthosis Famagusta traf. In der gesamten Saison kam er insgesamt 28 Mal für das Profiteam zum Einsatz und traf dabei dreimal. Zudem wurde er mit Partizan Belgrad serbischer Vizemeister und stand im Finale des Pokals.
Im Juli 2022 wechselte er für dreieinhalb Millionen Euro nach Spanien in die Primera División zu UD Almería.

### Nationalmannschaft
Milovanović kam 2021 dreimal für die serbische U19-Nationalmannschaft zum Einsatz.

## Erfolge
FK Partizan Belgrad
- Serbischer Vizemeister: 2022
- Serbischer Vize-Pokalsieger: 2022